# Finsjöbrännans naturreservat
Finsjöbrännans naturreservat är ett naturreservat i Mönsterås kommun i Kalmar län i Småland.
Området är naturskyddat sedan 2025 och är 200 hektar stort. Reservatet ligger norr om Finsjö och Emån och består av torra hällmarker med mycket tallar.